# Batalha de Dandanacã
A Batalha de Dandanacã foi travada em 1040 entre os Seljúcidas e o Império Gasnévida em 23 de maio de 1040. O confronto terminou com uma vitória seljúcida e encerrou o domínio gasnévida na região do Grande Coração.

## Preparativos
Quando o sultão seljúcida Tugrul e seu irmão, Chagri, começaram a criar um grande exército, eles passaram a ameaçar os territórios gasnévidas através de raides e saques às cidades da fronteira. O sultão Maçude I (filho de Mamude de Gásni) resolveu então expulsá-los.

## A batalha
Durante a marcha do exército de Maçude até Sarakhs, os turcos assediaram constantemente as forças gasnévidas com ataques-relâmpago. Cavaleiros turcos também destruíram as linhas de suprimento do sultão, cortando o acesso do exército aos poços de água potável, provocando uma sensível queda na disciplina e no moral. Finalmente, em 23 de maio de 1040, por volta de 20 000 soldados seljúcidas travaram combate com estimados 50 000 soldados gasnévidas em Dandanacã, entre Marve e Sarakhs.

## Consequências
Os seljúcidas ocupara o Coração e as cidades da região, encontrando pouco resistência. O vitorioso cerco de Tugrul a Ispaã em 1050-1051 levou à fundação de um império que seria posteriormente chamado de "Grande Império Seljúcida". Quando recuavam para a região da Índia, Maçude foi deposto e assassinado na prisão.

## Biblgiografia
- Bosworth, C.E., The Ghaznavids:994-1040, Edinburgh University Press, 1963.
- Christian, David, A History of Russia, Central Asia, and Mongolia , Wiley-Blackwell, 1998.
- Grousset, Rene, The Empire of the Steppes: A History of Central Asia , Rutgers University, 2002.